# Khanrutai Pakdee
Khanrutai Pakdee (* 6. Januar 1993) ist eine ehemalige thailändische Leichtathletin, die sich auf den Sprint spezialisiert hat.

## Sportliche Laufbahn
Erste Erfahrungen bei internationalen Wettkämpfen sammelte Khanrutai bei den Juniorenasienmeisterschaften 2012 in Colombo, bei denen sie die Goldmedaille mit der thailändischen 4-mal-100-Meter-Staffel gewann und in 12,17 s die Bronzemedaille im 100-Meter-Lauf gewann. Im Jahr darauf schied sie bei den Asienmeisterschaften in Pune mit 12,24 s in der ersten Runde aus und belegte bei der Sommer-Universiade im russischen Kasan in 46,66 s den sechsten Platz mit der Staffel. 2014 belegte sie beiden Hallenasienmeisterschaften in Hangzhou in 7,58 s den sechsten Platz im 60-Meter-Lauf. Im Oktober nahm sie erstmals an den Asienspielen in Incheon teil und schied über 100 Meter und im 200-Meter-Lauf in der ersten Runde aus. 2015 gewann sie mit der Staffel die Goldmedaille bei den Südostasienspielen in Singapur und schied im Einzelbewerb in der Vorrunde aus. Zuvor sicherte sie sich bei den Asienmeisterschaften in Wuhan in 44,73 s die Bronzemedaille hinter den Mannschaften aus China und Japan. Bei ihrer zweiten Teilnahme an den Studentenweltspielen in Gwangju gewann sie mit der thailändischen Stafette in 45,03 s ebenfalls die Bronzemedaille hinter Kasachstan und den Vereinigten Staaten. 2017 erreichte sie bei den Südostasienspielen in Kuala Lumpur in 24,58 s Rang sechs über 200 Meter und gewann mit der Staffel in 44,62 s die Silbermedaille. Anschließend schied sie bei der Sommer-Universiade in Taipeh mit 45,60 s im Vorlauf aus, wie auch bei den Asian Indoor & Martial Arts Games in Aşgabat mit 7,65 s im 60-Meter-Lauf. 2019 erreichte sie bei den Asienmeisterschaften in Doha mit der Staffel in 43,99 s Rang fünf. Kurz darauf schied sie bei den World Relays in Yokohama mit 44,24 s im Vorlauf aus. Im Dezember belegte sie bei den Südostasienspielen in Capas in 24,54 s den siebten Platz über 200 Meter und siegte mit der Staffel in 44,38 s und gewann mit der gemischten 4-mal-100-Meter-Staffel in 41,99 s die Silbermedaille hinter dem Team von den Philippinen. Im Jahr darauf beendete sie dann ihre aktive sportliche Karriere im Alter von 28 Jahren.

## Bestleistungen
- 100 Meter: 11,80 s (−0,6 m/s), 18. Mai 2019 in Bangkok
  - 60 Meter (Halle): 7,58 s, 15. Februar 2014 in Hangzhou
- 200 Meter: 24,38 s (−0,3 m/s), 19. Mai 2019 in Bangkok